# Björn Ericson (socialdemokrat)
Björn Fredrik Ericson, född 30 september 1937 i Nacka, död 24 april 2012 i Tyresö, var en svensk socialdemokratisk politiker, som mellan 1982 och 1998 var riksdagsledamot för Stockholms läns valkrets.